# Казахстанско железопътно дружество
„Казахстански железници“ (на казахски: Қазақстан темір жолы, КТЖ) е най-големият оператор на магистралния железопътен транспорт в Казахстан.
Единствен акционер на дружеството е националният фонд „Самрук-Казына“ със 100% държавно участие, с обем на капиталовложенията през 2012 г. от 499 515 млн. казахски тенге.
Железничарското дружество осигурява работа на 156 000 души – 1% от казахското население. Осигуряват се работни места и в собствен Локомотивостроителен завод в Астана, работещ по технологии на General Electric Transportation и капацитет 150 локомотива в година. Компанията е наследник на образуваната през 1958 г. Казахската съветска железопътна транспортна система, която със своите 11000 km е най-дългата в СССР. На 20 февруари 1986 г. на нея е поставен световен рекорд за най-дълъг ЖП състав от 440 вагона с общо тегло 43 400 тона и дължина 6,5 km. Най-дългият обслужван маршрут на казахските железници е Алмати – Мангишлак (3269 km или 70 часа и 13 минути).
40-етажната 174-метрова административна сграда на КТЖ е едно от най-високите здания в Централна Азия.
Компанията е основен спонсор на ФК Локомотив Астана и хокейния клуб „Баръс“.

## Основни линии
- ЖП мрежа, 2016 г.
- ЖП транспорт до Байконур